# Créon-d'Armagnac
Créon-d'Armagnac is een gemeente in het Franse departement Landes (regio Nouvelle-Aquitaine) en telt 282 inwoners (1999). De plaats maakt deel uit van het arrondissement Mont-de-Marsan.

## Geografie
De oppervlakte van Créon-d'Armagnac bedraagt 22,0 km², de bevolkingsdichtheid is 12,8 inwoners per km².
De onderstaande kaart toont de ligging van Créon-d'Armagnac met de belangrijkste infrastructuur en aangrenzende gemeenten.

## Demografie
Onderstaande figuur toont het verloop van het inwonertal (bron: INSEE-tellingen).